# European Confederation of Youth Clubs
De European Confederation of Youth Clubs, afgekort ECYC, is een Europese vereniging die federaties van jeugdclubs samenbrengt die werken aan open jeugdwerk en informeel leren. De vereniging is enigszins vergelijkbaar met de Fimcap.
ECYC telt 28 ledenorganisaties vanuit 27 Europese landen en bereikt zo 2,2 miljoen jongeren uit de Europese Unie. 
ECYC is lid van het European Youth Forum (YFJ) en het Alcohol Policy Youth Network (APYN).
Naast belangenbehartiging bij Europese instellingen en overleg houdt de vereniging zich bezig met de promotie van jeugdclubs en uitwisselingen over de grenzen heen, het opwerpen van nieuwe methodieken en technieken met betrekking tot jeugdwerk, en het stimuleren van jongeren om deel te nemen aan het politieke en sociale leven in hun eigen regio. 